# Унаї Нуньєс
Унаї Нуньєс Гестосо (ісп. Unai Núñez Gestoso; нар. 30 січня 1997, Португалете) — іспанський футболіст, захисник клубу «Атлетік Більбао». На умовах оренди грає за «Сельту».
Виступав, зокрема, за клуби «Басконія» та «Більбао Атлетік», а також молодіжну збірну Іспанії.

## Клубна кар'єра
Вихованець футбольної академії-кантери клубу «Атлетік Більбао».
У дорослому футболі дебютував в 2015 році, виступами за команду клубу «Басконія», в якій провів один сезон, взявши участь у 28 матчах чемпіонату. Більшість часу, проведеного у складі «Басконії», був основним гравцем захисної ланки.
Своєю грою за фарм-команду привернув увагу представників тренерського штабу клубу «Більбао Атлетік», до складу якого приєднався 2016 року. Відіграв за дублерів клубу з Більбао наступний сезон своєї ігрової кар'єри. Граючи у складі «Більбао Атлетіка» також, здебільшого, виходив на поле в основному складі команди.
До складу клубу «Атлетік Більбао» приєднався в 2017 році. Станом на 8 листопада 2017 року відіграв за клуб з Більбао 11 матчів в національному чемпіонаті.

## Виступи за збірну
В 2017 році Унаї Нуньєса було запрошено до складу молодіжної збірної Іспанії, в якій зіграв у 13 офіційних матчах.

## Статистика виступів

### Статистика клубних виступів
| Сезон             | Команда           | Чемпіонат         | Чемпіонат | Чемпіонат | Національний кубок | Національний кубок | Національний кубок | Континентальні кубки | Континентальні кубки | Континентальні кубки | Інші змагання | Інші змагання | Інші змагання | Усього | Усього |
| Сезон             | Команда           | Ліга              | Ігор      | Голів     | Ліга               | Ігор               | Голів              | Ліга                 | Ігор                 | Голів                | Ліга          | Ігор          | Голів         | Ігор   | Голів  |
| ----------------- | ----------------- | ----------------- | --------- | --------- | ------------------ | ------------------ | ------------------ | -------------------- | -------------------- | -------------------- | ------------- | ------------- | ------------- | ------ | ------ |
| 2017–18           | «Атлетік Більбао» | ПД                | 2         | 0         | КІ                 | -                  | -                  | ЛЄ                   | -                    | -                    | -             | -             | -             | 2      | 0      |
| Усього за кар'єру | Усього за кар'єру | Усього за кар'єру | 2         | 0         |                    | -                  | -                  |                      | -                    | -                    |               | -             | -             | 2      | 0      |

## Цікавинки
Унаї Нуньєс є з футбольної родини: його батько, Абель Нуньєс, грав за нижчоліговий «ФК Баракальдо», а старший брат Асьєр за місцеву команду «Клуб Португалете».

## Титули і досягнення
- Володар Суперкубка Іспанії (1):

«Атлетік»: 2020
- Чемпіон Європи (U-21): 2019